# BaBar

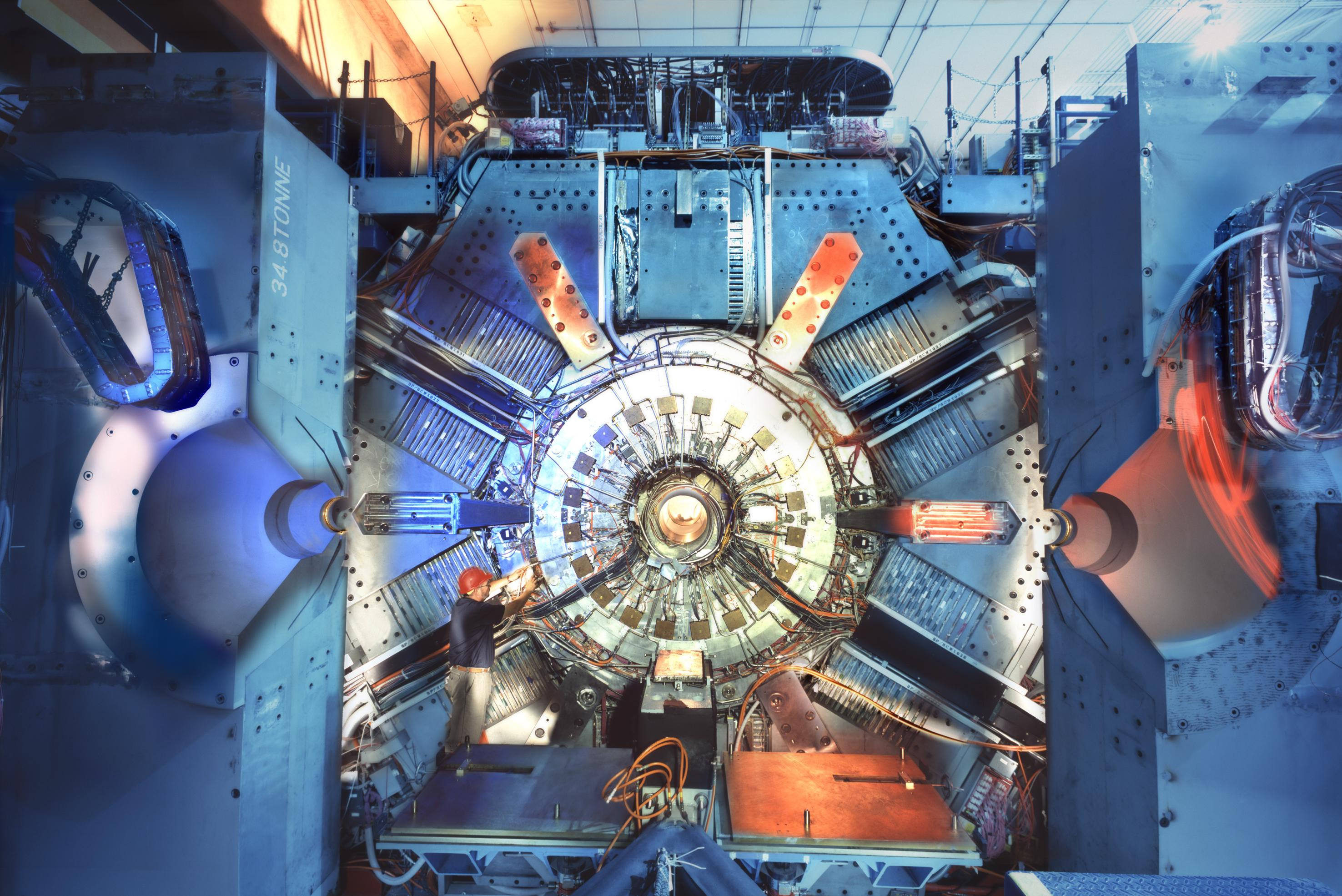
Детектор BaBar на этапе сборки

BaBar — эксперимент в области физики элементарных частиц, проводившийся в Стэнфордской лаборатории SLAC в Калифорнии, США, с 1998 по 2008 год.

Название эксперимента происходит от обозначений B-мезона (B) и его античастицы (B, произносится B bar). Поскольку оно совпадает с именем известного персонажа детских книг слона Бабара, за разрешением использовать название BaBar инициаторы эксперимента обратились к автору, а сам слон стал талисманом эксперимента.
Целью эксперимента являлось изучение нарушений CP-симметрии при распаде B-мезонов. Для этого использовались пучки электронов (с энергией 9,1 ГэВ) и позитронов (с энергией 3 ГэВ), коллайдера PEP-II. Набор статистики был закончен в 2008 году, обработка данных продолжается.
В эксперименте принимают участие более 600 физиков из 75 институтов 10 стран мира. База данных, собранных в ходе эксперимента, считается одной из крупнейших в мире — на начало 2002 г. её объём составлял около 500 Тб и ежедневно добавлялось ещё 500 Гб. К 2005—2006 годам объёмы записываемой информации удвоились; следующее удвоение произошло в 2008 году. Максимальная светимость установки достигла 1034см−2с−1. Суммарный набранный интеграл светимости составил 530 фбн−1.